# رود ماکیتا
رودخانه ماکیتا (به لاتین: Makita River) یک رود در ژاپن است که ۴۱٫۱ کیلومتر است.